# Episodi di Tutti al college (sesta stagione)
La sesta stagione della serie televisiva Tutti al college è stata trasmessa in anteprima negli Stati Uniti d'America dalla NBC tra il 24 settembre 1992 e il 9 luglio 1993.
Gli ultimi 3 episodi sono stati trasmessi in syndication.
| nº | Titolo originale                              | Titolo italiano                            | Prima TV USA      | Prima TV Italia |
| -- | --------------------------------------------- | ------------------------------------------ | ----------------- | --------------- |
| 1  | Honeymoon in L.A. (Part 1 e 2)                | Luna di miele a Los Angeles: 1 e 2 Parte   | 24 settembre 1992 |                 |
| 2  | Honeymoon in L.A. (Part 1 e 2)                | Luna di miele a Los Angeles: 1 e 2 Parte   | 1º ottobre 1992   |                 |
| 3  | Interior Desecration                          | Un sofà per due                            | 8 ottobre 1992    |                 |
| 4  | Somebody Say Ho!                              | Le parole sono importanti                  | 15 ottobre 1992   |                 |
| 5  | Really Gross Anatomy                          | Corso di anatomia                          | 22 ottobre 1992   |                 |
| 6  | Don't Count Your Chickens Before They're Axed | Un buon investimento                       | 29 ottobre 1992   |                 |
| 7  | The Little Mister                             | Il maritino                                | 29 ottobre 1992   |                 |
| 8  | Baby, It's Cold Outside                       | Tesoro, fa freddo là fuori                 | 5 novembre 1992   |                 |
| 9  | Faith, Hope, and Charity (Part 1 e 2)         | Fede, speranza e carità: 1 e 2 Parte       | 12 novembre 1992  |                 |
| 10 | Faith, Hope, and Charity (Part 1 e 2)         | Fede, speranza e carità: 1 e 2 Parte       | 12 novembre 1992  |                 |
| 11 | Original Teacher                              | Original Prof                              | 19 novembre 1992  |                 |
| 12 | Occupational Hazards                          | Rischi del mestiere                        | 3 dicembre 1992   |                 |
| 13 | White Christmas                               | Bianco Natale                              | 17 dicembre 1992  |                 |
| 14 | To Whit, with Love                            | A Whitley, con amore                       | 7 gennaio 1993    |                 |
| 15 | Happy Birthday to Moi                         | Tanti auguri a moi                         | 14 gennaio 1993   |                 |
| 16 | Mind Your Own Business                        | Fatti gli affari tuoi                      | 21 gennaio 1993   |                 |
| 17 | When One Door Closes... (Part 1 e 2)          | Appoggiati a me                            | 8 maggio 1993     |                 |
| 18 | When One Door Closes... (Part 1 e 2)          | Macchine da ballo                          | 8 maggio 1993     |                 |
| 19 | Lean on Me                                    | La baita montana                           | 27 maggio 1993    |                 |
| 20 | Dancing Machines                              | Un incontro unico                          | 3 giugno 1993     |                 |
| 21 | Cabin in the Sky                              | Ehi, non mi conosci?                       | 10 giugno 1993    |                 |
| 22 | Great X-Pectations                            | Una roccia, un fiume, una Lena             | 9 luglio 1993     |                 |
| 23 | Homey, Don't Ya Know Me?                      | Un ragazzo al college                      |                   |                 |
| 24 | A Rock, a River, a Lena                       | Quando si chiude una porta...: 1 e 2 Parte |                   |                 |
| 25 | College Kid                                   | Quando si chiude una porta...: 1 e 2 Parte |                   |                 |